# Alex Cuthbert
Alexander Charles G. Cuthbert (Gloucester, Inglaterra, 5 de abril de 1990) es un jugador galés de rugby que se desempeña como wing. Actualmente juega con los Cardiff Blues.
Alex Cuthbert también fue convocado a los British and Irish Lions para la gira a Australia 2013.

## Biografía
Nacido y criado en Inglaterra, Cuthbert fue seleccionado como galés dado que su abuela nació en Wrexham.

## Carrera

### Clubes
En 2020 se proclama campeón de la Champions Cup 2019-20 con Exeter Chiefs ante Racing 92 por el resultado final de 31-27 ,en un partido que se disputó a puerta cerrada en el estadio de Ashton Gate de Bristol, debido a la pandemia sanitaria del Covid-19.

### Internacional
Debutó con los dragones rojos el 3 de diciembre de 2011 en un partido contra Australia en el Millennium Stadium; después de reemplazar a George North en la segunda mitad, pero fue el puesto del retirado Shane Williams el que acabó ocupando para el partido inaugural del Torneo de las Seis Naciones 2012. Jugó como titular los cinco partidos del torneo. Logró el primer try para Gales en su victoria 27-13 sobre Escocia, luego logró el segundo try de la convincente victoria de Gales sobre Italia 24-3 en la penúltima jornada del torneo. Fue reconocido como hombre del partido por su actuación. Cuthbert logró el único try del partido final de la campa de Gales en el Seis Naciones de 2012, contra Francia, contribuyendo así a ganar el Grand Slam por tercera vez en ocho temporadas.
En los internacionales de otoño de 2012 contra Argentina, Samoa, Nueva Zelanda y Australia; Cuthbert fue seleccionado para jugar en todos los partidos. Durante el partido de Gales contra Nueva Zelanda, el ala logró el segundo try de Gales.
Ha destacado en el Torneo de las Seis Naciones 2013. Logró un try el sábado, 2 de febrero de 2013, en la derrota de Gales frente a Irlanda por 22 - 30. Luego logró otro try el 23 de febrero frente a Italia, partido que acabó 9 - 26. En el partido final contra Inglaterra, que Gales ganó 30-3, Cuthbert marcó dos tries. Ha sido incluido por varios periodistas en su equipo ideal del torneo. No fue un buen torneo para las Wings, y sólo dos de ellos lograron más de un try. Los cuatro tries de Alex Cuthbert sobresalen frente a la actuación de los demás Wings. Es una de las mayores armas del equipo galés. Desborda cualquier defensa y sus soberbias manos y ángulos a la hora de correr hacen que sea un jugador muy completo. Sus dos tries frente a Inglaterra fueron la guinda del pastel de la que ha sido su mejor temporada hasta la fecha con el equipo de Gales. El último partido que ha jugado fue el de la victoria de Gales sobre Inglaterra en el Millennium Stadium el 16 de marzo de 2014.
En 2015 es seleccionado para formar parte de la selección galesa que participa en la Copa Mundial de Rugby de 2015.

## Palmarés y distinciones notables
- Campeón del Torneo de las Seis Naciones 2012 con Grand Slam.
- Campeón del Torneo de las Seis Naciones 2013.
- Seleccionado para  jugar con los Barbarians
- Campeón de la Champions Cup 2019-20[8]